# Ovisnost
Ovisnost je stanje kada bez nečega ne možemo funkcionirati. 
U medicinskom smislu ovisnost se definira kao kronična (dugotrajna) i recidivirajuća (ponavljajuća) bolest. Ovisnost može biti psihička, fizička ili kombinacija ova dva vida. Temelji se na poticanju ili izazivanju povećanog ili smanjenog stupnja aktiviranosti središnjeg živčanog sustava. To se stanje postiže zloporabom. Konzumiranje ne mora biti zloporaba ali kod nekih sredstava ovisnosti konzumiranje se odmah pretvara u zloporabu i ovisnost se odmah razvija. Zloporaba je višestruko unošenje u organizam nekih psihoaktivnih tvari ili pretjerano korištenje nekih usluga (kockanje i sl.). Ovisnost prati ponašanje usmjereno ka traženju i uzimanju sredstva ovisnosti (droga, alkohol, kocka...), gubitak kontrole u uzimanju tog sredstva te pojava negativnog emocionalnog stanja kada se pristup tom sredstvu onemogući. Jedan način za opisati je kao skupina pojava ponašanja, kognicije i fizioloških promjena koje se razvijaju nakon ponavljane uporabe pojedinih tvari ili usluga i redovito uključuju jaku želju za uzimanjem te tvari ili usluge i poteškoće u kontroli njezina uzimanja. U stanju ovisnosti mnogo se veću važnost pridaje uporabi sredstva ovisnosti nego ostalim aktivnostima i obvezama, često uz povećanje tolerancije i uz povremene tjelesne znakove apstinencije. U RH Zakon o suzbijanju zlouporabe opojnih droga (NN 107/01) to stanje definira kao „stanje neodoljive potrebe (psihičke ili fizičke) za uporabom opojne droge“.

## Fizička ovisnost
Fizička ovisnost je stanje organizma koje nastaje zbog uzimanja tvari koje uzrokuju ovisnost, kad više za održavanje homeostaze organizmu više nije dovoljno unošenje hrane i redovna fizička aktivnost i san (tj. osnovne ljudske potrebe), nego postoji fizička potreba organizma za određenim stimulansom na koji se organizam privikao.
Takvo stanje se očituje raznolikim simptomima, ovisno o tvari o kojoj je čovjek ovisan. Organizam fizički ovisnog čovjeka može postići homeostazu samo ako je stimulativna tvar prisutna u organizmu.
Oboljeli svoju žudnju za supstancom koja uzrokuje fizičku ovisnost opisuju kao nešto nagonski, nešto poput libida u adolescenta ili poput gladi osobe podvrgnute mučenju glađu.
Fizička ovisnost također se očituje različitim simptomima: proširene zjenice, znojenje, bol u mišićima, curenje nosa i zijevanje,proljev. Nakon 5 do 7 dana apstinencije fizička ovisnost nestaje ali se javlja ona psihička, koja je zapravo i najveći problem u lječenju ovisnika.

## Psihička ovisnost
Psihička ovisnost je bliska fizičkoj po manifestacijama (nešto čovjeku nedostaje), no uzrok nije (ili ne mora biti) tvarni, dakle ne mora se raditi o opojnim tvarima. Čovjek može biti ovisan o televiziji, računalu, internetu, poslu, nekom drugom čovjeku, o bilo čemu. Uskraćivanje stimulansa dovodi do kriza sličnih kao i kod fizičke ovisnosti. Čest je slučaj osoba koje su ovisne fizički da postanu ovisne i psihički i obratno.

## Liječenje
Liječenje je dugotrajan proces i nikada nema garancije za izlječenje. Liječenje se dijeli na ambulantno (ovisnik svakodnevno dobiva supstitut na ruke i pije ga pred liječnikom opće prakse) i u zajednici (komuna) zatvorenog tipa bez lijekova i uz rad. Tu ovisnik ostaje koliko god je potrebno da se stabilizira i da se oporavi. Jedan veliki problem vezan uz terapijske zajednice jest taj da je ovisnik ondje pod staklenim zvonom: nema doticaja s vanjskim svijetom, okolinom, drogom, a kada izađe vraća se u svijet kakav je poznavao ranije i samo je pitanje dana kada će se vratiti starom načinu života jer to je jedino što poznaje.

### Organizacije
- Županijski Centri za suzbijanje i prevenciju ovisnosti
- Odjeli ovisnosti pri bolnicama
- Terapijske zajednice koje djeluju kao udruge i/ili religijske zajednice u okviru humanitarne djelatnosti su:
  - 1."REMAR ESPANA"
  - 2. ZAJEDNICA "MONDO NUOVO"
  - 3. ZAJEDNICA "PAPA IVAN XXIII"
  - 4. UDRUGA "SAN LORENZO" - ZAJEDNICA "CENACOLO"
  - 5. "RETO CENTAR - PRIJATELJI NADE"
- Terapijske zajednice koje su ustrojene i djeluju kao domovi socijalne skrbi za ovisnike su:
  - 1. DOM ZA OVISNIKE "ZAJEDNICA SUSRET"
  - 2. DOM ZA OVISNIKE ĐURMANEC
  - 3. TERAPIJSKA ZAJEDNICA "NE - OVISNOST"
- ostalo
  - Grad na gori

## Vanjske poveznice
- Medicinski obavjesni program

|  | Molimo pročitajte upozorenje o korištenju medicinskih informacija. Ne provodite liječenje bez savjetovanja s liječnikom! |